# Acklins
Acklins ist eine Insel und ein Bezirk der Bahamas. Die Acklins und Crooked Islands liegen etwa 239 Meilen südöstlich von Nassau.
Sie gehört zur Inselgruppe Crooked Island Group, die eine seichten Lagune namens Bight of Acklins weitgehend umschließt und im Südosten der Bahamas liegt, und deren größte Inseln Crooked Island im Norden und Acklins im Südosten sind. Die Kleineren sind Long Cay (ehemals: Fortune Island) im Nordwesten und Castle Island im Süden der Gruppe.
Die Inseln wurden von Loyalisten der Amerikanischen Revolution in den späten 1780ern besiedelt, die hier Baumwollplantagen mit über 1000 beschäftigten Sklaven errichteten. Nach dem Verbot der Sklaverei im Britischen Imperium wurden diese unökonomisch, und der Ersatz, das Tauchen nach Schwämmen, ist mittlerweile ebenfalls nicht mehr wirtschaftlich. Die Bewohner leben heutzutage vom Fischfang und kleinen Landwirtschaften.
Hauptort der Inselgruppe ist Colonel Hill auf Crooked Island, Hauptort der Insel ist Snug Corner.
Die Bevölkerung betrug bei der Volkszählung 2010 auf Acklins 560.